# Estación de Vic
Vic es una estación ferroviaria perteneciente a la línea Barcelona-Ripoll por donde circulan trenes de cercanías y regionales de la línea R3 de Rodalies de Catalunya, situada en el municipio homónimo. En unos terrenos cercanos a la estación se encontraba la antigua plaza de toros de Vic. En 2021 fue utilizada por 1 089 533 usuarios, correspondientes a los servicios de cercanías.
Parte de los trenes procedentes de Hospitalet finalizan aquí su recorrido y parte actúan como regionales cadenciados con destino Ripoll, Ribas de Freser o Puigcerdá / Latour-de-Carol.

## Situación ferroviaria
La estación se encuentra en el punto kilométrico 69,0 de la línea Barcelona-Vic-Ripoll, entre las estaciones de Taradell-Montrodón y Manlleu, a 493,90 metros de altitud.
El tramo es de vía única en ancho ibérico (1668 mm), con tensión eléctrica de 3 kV y alimentación por catenaria compensada. Esta configuración se mantiene entre las estaciones de Moncada-Bifurcación y Puigcerdá, tramo al que pertenece la estación.

## Historia
La estación fue abierta al tráfico ferroviario el 8 de julio de 1875 con la puesta en marcha del tramo de 40 km entre las estaciones de Granollers y Vic en la línea que pretendía unir Barcelona con San Juan de las Abadesas, desde Granollers, siendo inaugurada oficialmente el 12 de marzo de 1876. Las obras corrieron a cargo de la sociedad Maciá y Brocca, Esta empresa completó las obras desde febrero de 1871, siendo anteriormente iniciadas por la Compañía del Camino de Hierro del Norte de Cataluña. El retraso en la inauguración se debió a la tercera guerra carlista.
Posteriormente, en 1877, se constituye la sociedad del Ferrocarril y Minas de San Juan de las Abadesas (FMSJ) la cual, mediante subcontrata, iba a realizar el tramo entre Vic y Torallas, con la intención de finalizar la línea.
En 1880 se completó la línea hasta San Juan de las Abadesas, para conectar las industrias barcelonesas con las minas del Pirineo. Sin embargo, la sociedad FMSJ dejó de hacerse cargo de sus líneas el 31 de diciembre de 1899, transfiriéndola a compañía Norte debido a problemas financieros, quedando disuelta FMSJ en los siguientes años.
En 1928 se electrificó la línea a una tensión de 1,5 kV. Por la estación circulaban las locomotoras de la serie 7000 de la compañía Norte, que remolcaban los trenes desde Barcelona, No estaban autorizadas a circular, a pesar de que eran eléctricas, por la vía del Transpirenaico (línea Ripoll-Puigcerdá), siendo sustituidas en Ripoll por las populares locomotoras de la serie 1000 hasta Francia.
El estallido de la Guerra Civil en 1936 dejó la estación en zona republicana. Ante la nueva situación el gobierno republicano, que ya se había incautado de las grandes compañías ferroviarias mediante un decreto de 3 de agosto de 1936, permitió que en la práctica el control recayera en comités de obreros y ferroviarios. Con la llegada de las tropas sublevadas a Cataluña en 1939, Norte toma de nuevo el control de la empresa.
En 1941, tras la nacionalización del ferrocarril de ancho ibérico, las instalaciones pasaron a manos de la recién creada RENFE. En 1965 se elevó la tensión de la línea a 3 kV. para unificarla con el resto de la red en Cataluña.
El tramo ferroviario entre Ripoll y San Juan se cerró el 1 de julio de 1980, perdiendo la estación la conexión con el sureste de El Ripollés. Aunque se mantuvo un servicio alternativo de autobuses, el servicio quedó suprimido definitivamente el 1 de enero de 1985. El tramo desafectado se reconvirtió en la vía verde llamada Ruta del Hierro y del Carbón. En 1984 planeó sobre la línea Ripoll-Puigcerdá la amenaza de cierre, dentro del plan de clausura masiva de líneas altamente deficitarias, evitado por el carácter internacional de la línea.
Desde el 31 de diciembre de 2004 Renfe Operadora explota la línea mientras que Adif es la titular de las instalaciones ferroviarias.

## La estación

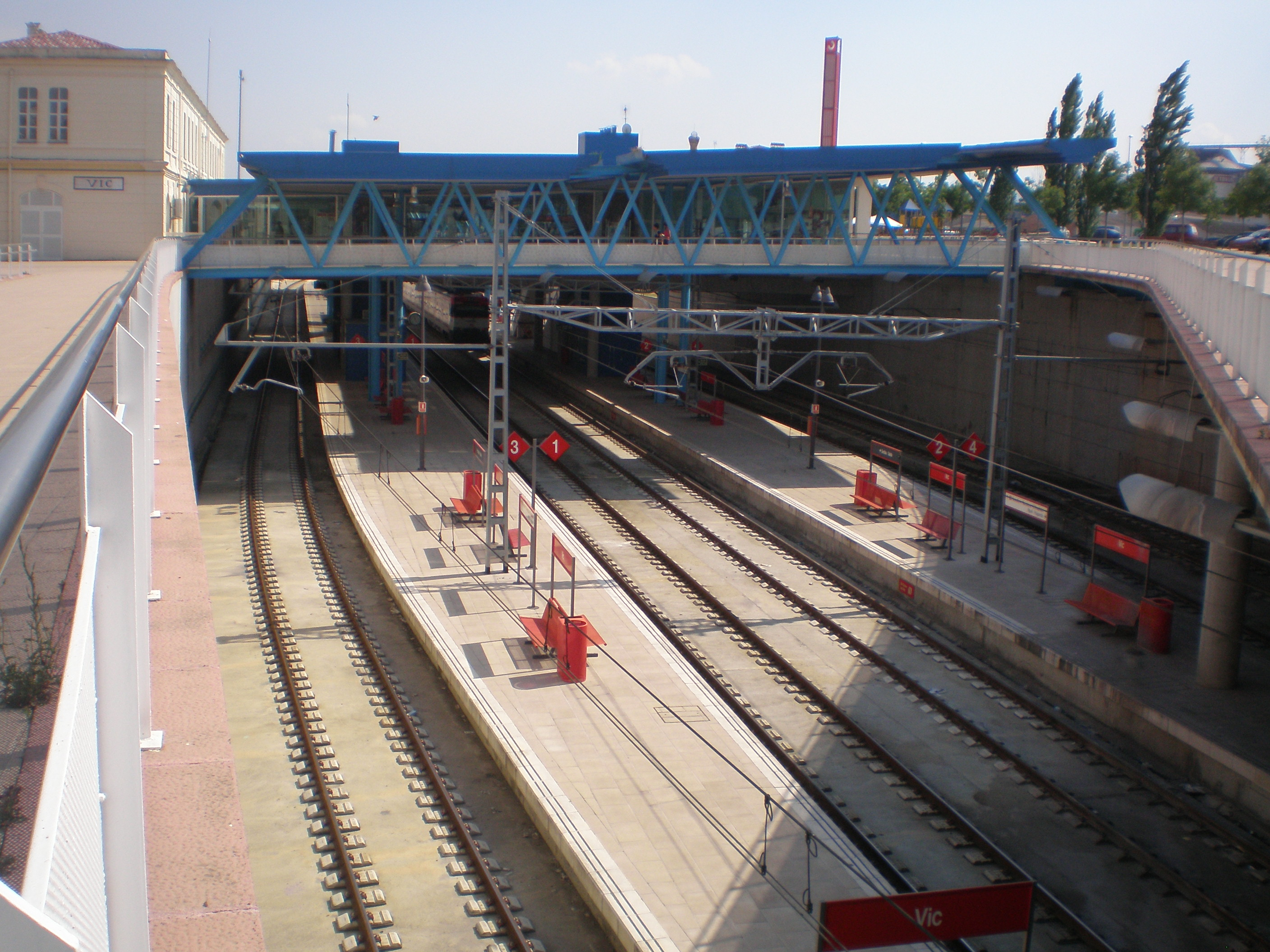
Andenes y vías de la estación en 2009.

Se sitúa al oeste del núcleo urbano. El antiguo edificio de viajeros, situado a la derecha en kilometraje ascendente, consta de dos alturas y un frontón, con diecisiete vanos por costado y planta. Presenta una estructura marcadamente horizontal y simétrica. En la parte baja se abren varios portales con arcos escarzanos. Los ventanales del primer piso presentan arcos deprimidos rectilíneos. Los pisos están separados por cornisas, presentando los muros pilastras. En el centro de la edificación hay un frontón semicircular con pilares estriados y rematados con formas vegetales. En cada uno de los cuatro pilares está el escudo de Vic. En el centro del tímpano hay un reloj y en su parte superior la característica estrella de Norte. El edificio está construido con piedra artificial, hierro fundido, enfoscada y pintada. El estado de conservación es bueno, habiendo sido restaurada recientemente. Alberga en su interior un hotel, entre otras dependencias.
En abril de 2003, tras tres años de obras y una estación provisional de por medio, se puso en servicio la estación actual semi-soterrada, así como la nueva estación de mercancías de Vic al norte de la población. La actuación conservó el antiguo edificio de viajeros, aunque sólo cumple la función de vestíbulo de acceso a la estación propiamente dicha. El vestíbulo da acceso a una estructura sobre las vías donde se encuentran los barreras tarifarias, controles de accesos, máquinas expendedoras de billetes y escaleras mecánicas y ascensores para bajar al nivel de las vías. La estación dispone de un andén central que da acceso a las vías 1 (general) y a la vía 3, más otro andén central que atiende a las vías derivadas 2 y 4. La vía 6 (derivada) no tiene acceso a andén. Las vías 2 y 6 se prolongan en sentido Barcelona para finalizar como vías en topera. La estación de mercancías próxima dispone de un cuatro vías que parten en haz de la vía general, siendo usada por trenes de cereal entre Tarragona y Vich.
El sistema de seguridad es de "Tren-tierra y ASFA". En cuanto a los bloqueos dispone de Bloqueo de Liberación Automática en vía Única con Control de Tráfico Centralizado (BLAU con CTC). Esta configuración se mantiene en el tramo entre las estaciones de Vic y Puigcerdá, al cual pertenece la estación. Entre las estaciones de Moncada-Bifurcación y Vic dispone de Bloqueo Automático en Vía Única con Control de Tráfico Centralizado (BAU con CTC).

## Servicios ferroviarios
La estación actúa de facto como terminal norte de la línea R3 de Cercanías de Barcelona. Sin embargo, aquellos que continúan sentido Ripoll, aún usando la misma denominación, circulan como regionales cadenciados. Todos los servicios se prestan con material de Rodalies de Catalunya, normalmente con la serie 447 de Renfe y en ocasiones con trenes Civia. Los trenes semidirectos entre Barcelona y Puigcerdá efectúan parada en esta estación. Los horarios actualizados de Cercanías de Cataluña pueden descargarse en este enlace. El horario actualizado de la R3 puede consultarse en este enlace.
| << cabecera                    | < estación                  | línea   | estación >                                           | cabecera >> |
| ------------------------------ | --------------------------- | ------- | ---------------------------------------------------- | ----------- |
| Rodalies de Catalunya de Renfe |                             |         |                                                      |             |
| Hospitalet                     | Balenyà-Tona-Seva Centellas |         | terminal1                                            | terminal1   |
| Hospitalet                     | Balenyà-Tona-Seva Centellas | Manlleu | Ripoll / Ribas de Freser Puigcerdá / Latour-de-Carol |             |